# Секундарни меристем
Секундарни или изведени меристеми настају из трајних (паренхимских) ткива која се дедиференцирају, тј. поново добијају способност деобе. У секундарне меристеме убрајају се интерфасцикуларни камбијум и фелоген.